# Le Pharmacien de garde
Pour plus de détails, voir Fiche technique et Distribution.
Le Pharmacien de garde est un film policier français de Jean Veber sorti en 2003. Il a reçu des critiques décevantes à sa sortie tant de la part de la presse que de celle du public.

## Synopsis
Un policier trop tendre mène l'enquête sur une série de meurtres étranges perpétrés par un pharmacien écologiste et excentrique. Les deux hommes finissent par se rencontrer et sympathisent immédiatement, sans connaitre leur véritable identité.

## Fiche technique
- Titre : Le Pharmacien de garde
- Réalisation : Jean Veber
- Scénario : Jean Veber
- Musique : Marco Prince
- Photographie : Laurent Fleutot
- Son : Laurent Poirier
- Montage : Georges Klotz
- Casting : Françoise Ménidrey
- Script : Isabelle Thévenet
- Décors : Pierre Quéfféléan
- Maquillages : Benoît Lestang
- Effets visuels : Frédéric Moreau
- Production : Nicolas Vannier
- Société de production : Orly Films, TF1 Films Production et Canal+
- Société de distribution : Océan Films (France)
- Pays de production :  France
- Genre : drame, horreur et thriller
- Durée : 84 minutes
- Dates de sortie : 
  - France : 15 janvier 2003

## Distribution
| - Vincent Perez : Yan Lazarrec - Guillaume Depardieu : François Barrier - Clara Bellar : Mathilde - Laurent Gamelon : Maurice Basttitoni - Pascal Légitimus : Tony - Alain MacMoy : Erwan Le Floch - Alice Taglioni : Christine - Edgar Givry : le commissaire Fabri - Mathieu Delarive : Patrick - Atmen Kelif : Massoud - Rochelle Redfield : Alice Mortensen - Kad Merad : le médecin légiste - Gabrielle Lazure : Martine - Emma Bering : Catherine - Stéphane Boucher : le commandant Carpeau - Philippe Vieux : Xavier Massena - Christophe Kourotchkine : le conférencier - Bernard Blancan : Mathieu - Marc Brunet : Heriot | - Jacques Herlin : M. Jouvin - Françoise Bertin : Mme Jouvin - Alexandre Laigner : le jeune fumeur - Irina Ninova : la mère de Kévin - Thomas Doucet : Kévin - Alain Bouzigues : le client sans ordonnance - Pascal Demolon : le drogué à la pharmacie - Marc Bertolini : le gardien de l'immeuble de Xavier - Emmanuel Courcol : Jacques Desmoines - Géraldine Veber : l'infirmière à l'hôpital - Guillaume Zublena : le réceptionniste de l'hôtel - Claire Rolland : Wanda - Yan Dron : le gendarme du GIGN - Olivier Follet : le tireur d'élite du GIGN - Dominique Marcas : Mme Chaussois - François Delaive : la créature des caves - Lily Boulogne : la femme de la cité - Tatiana Stora : la cliente de la pharmacie |